# Contea di McKinlay
La contea di McKinlay è una Local Government Area che si trova nel Queensland. Essa si estende su una superficie di 40.880,3 chilometri quadrati e ha una popolazione di 1.050 abitanti. La sede del consiglio si trova a Julia Creek.